# Ophiuros bombaiensis
Ophiuros bombaiensis är en gräsart som beskrevs av Norman Loftus Bor. Ophiuros bombaiensis ingår i släktet Ophiuros och familjen gräs. Inga underarter finns listade i Catalogue of Life.